# Hideo Ichikawa
Hideo Ichikawa (Shizuoka, februari 1945) is een Japanse jazzpianist en -keyboardspeler.
Ichikawa speelde vanaf het midden van de jaren 60 in de jazzscene van Tokio. In 1967 maakte hij zijn eerste plaatopnames met het kwartet van Akira Miyazawa (Now's the Time). In de jaren erna werkte hij met onder anderen George Ōtsuka, Hiroshi Matsumoto en Toshiaki Yokota. In 1970 speelde hij (met Bennie Maupin en Gary Peacock) mee op Jack DeJohnettes album Have You Heard?. In de jaren 70 was hij betrokken bij platensessies van Motohiko Hino, Masabumi Kikuchi, Yoshiaki Nasuo, Kazumi Watanabe, Kiyoshi Sugimoto, Joe Henderson (Henderson's Habiliment, 1971), Kenji Mori, Phil Woods, Jimmy Takeuchi, Takashi Mizuhashi, George Kawaguchi, Kazuhiro Matsuishi, Hiroshi Suzuki en Keiko Saijo. In 1976 verscheen zijn debuutalbum Tomorrow (Three Blind Mice), opgenomen met zijn trio, met Isoo Fukui en Hideo Yamaki, gevolgd door Invitation (RCA, 1976), een plaat waaraan Shunzo Ohno, Takao Uematsu, Takashi Mizuhashi en Hideo Sekine meewerkten. In de jazz speelde hij tussen 1967 en 1995 mee op 56 opnamesessies, onder meer van Roy Haynes en Helen Merrill.

## Discografie (selectie)
- On the Trade Wind (1977), met Isoo Fukui, Hideo Yamaki, Osamu Nakajima
- Direct Piano (CBS/SONY 1979), met Mitsuaki Furuno, Koji Takeda
- The Trinity: Wonderland (1979), met Isao Suzuki, Masahiko Togashi
- Spirits Trio: Jazz (1994), met Ikuo Sakurai, Masahiko Togashi